# 567 Dywizja Grenadierów Ludowych
567 Dywizja Grenadierów Ludowych - (niem. 567. Volks-Grenadier-Division) jedna z niemieckich dywizji grenadierów ludowych. 
Utworzona w sierpniu 1944 na poligonie Grafenwöhr (XIII Okręg Wojskowy) jako dywizja 32 fali mobilizacyjnej. Już 2 września wstrzymano formowanie dywizji i włączono ją do 349 Dywizji Grenadierów Ludowych, będącej jednostką zastępczą dla zniszczonej 349 Dywizji Piechoty. 
Dywizja miała się składać z 3 pułków grenadierów (1159, 1160 i 1161), 1567 pułku artylerii i jednostek dywizyjnych.